# Nueva Zelanda en los Juegos Olímpicos de Los Ángeles 2028
Nueva Zelanda participará en los Juegos Olímpicos de Los Ángeles 2028. Responsable del equipo olímpico es el Comité Olímpico de Nueva Zelanda, así como las federaciones deportivas nacionales de cada deporte con participación.